# Gemert

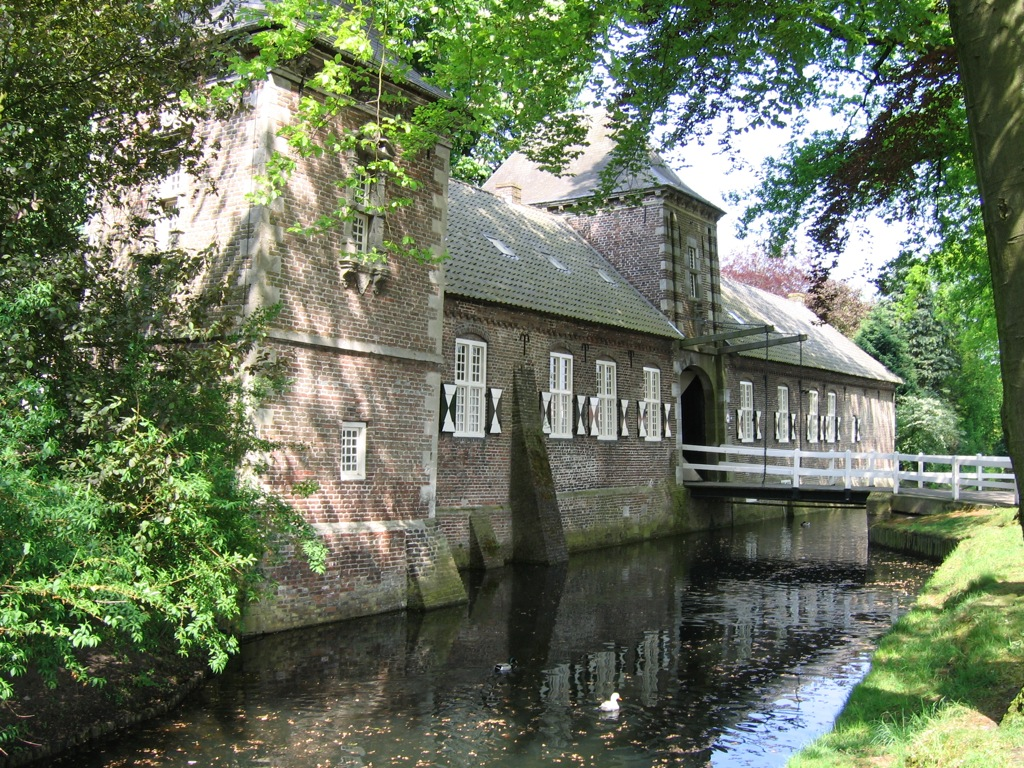
Ritterburg Gemert, Vorburg

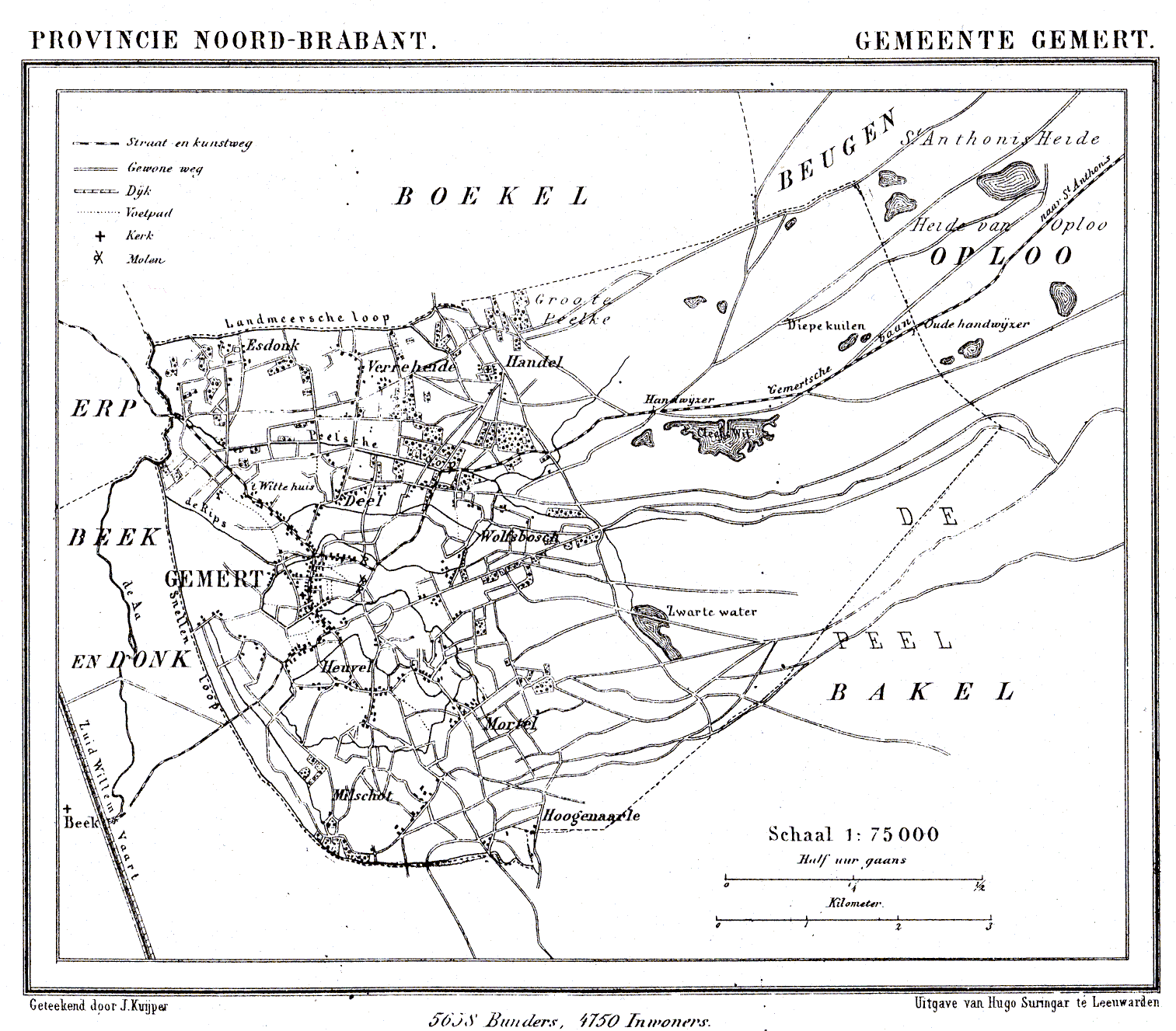
Karte von Gemert (1867)

Gemert ist ein Teil der Gemeinde Gemert-Bakel im Süden der Niederlande in der Provinz Noord-Brabant mit insgesamt 17.210 Einwohnern (Stand: 1. Januar 2024).

## Geschichte
Vom 13. Jahrhundert bis 1807 war das wie eine Kleinstadt wirkende Dorf im Besitz des Deutschen Ritterordens. Seitdem ist sie Teil des Königreichs der Niederlande. 1849 war Gemert Schauplatz eines Weberaufstandes.
Der Deutsche Orden gewann 1366 einen Machtkampf um Gemert. Der Herzog von Brabant erkannte in diesem Jahr ihre Ansprüche auf den Ort an. Um 1400 ließen die Deutschordensritter in Gemert ein neues Schloss, und im Jahr 1587 eine Lateinschule bauen.
Bemerkenswert ist, dass, anders als im umliegenden Gebiet, in Gemert nach der Reformation eine weitgehende Religionsfreiheit herrschte.

## Politik

### Ehemaliger Gemeinderat
Bis zur Auflösung der Gemeinde Gemert ergab sich seit 1982 folgende Sitzverteilung:
| Partei                     | Sitze | Sitze | Sitze | Sitze |
| Partei                     | 1982  | 1986  | 1990  | 1994  |
| -------------------------- | ----- | ----- | ----- | ----- |
| CDA                        | 9     | 6     | 7     | 7     |
| Dorpspartij                | –     | 2     | 2     | 4     |
| PvdA                       | 1     | 3     | 2     | 3     |
| Gemert Aktief a            | –     | –     | –     | 2     |
| D66                        | 1     | 1     | 1     | 1     |
| Werkgroep Gemeentepolitiek | 3     | 2     | 2     | –     |
| Lijst Handel               | 1     | 1     | 2     | –     |
| Gemerts Belang             | 2     | 1     | 1     | –     |
| VVD                        | –     | 1     | 0     | –     |
| Gesamt                     | 17    | 17    | 17    | 17    |

Anmerkungen

## Söhne und Töchter des Ortes
- Georg Macropedius (1487–1558), Humanist
- Lorenzo Torrentino (1499–1563), Buchhändler und späterer Drucker von Cosimo I.
- Wim Verstappen (1937–2004), Regisseur, Produzent und Drehbuchautor
- Haico Scharn (1945–2021), Leichtathlet